# Claudia Tempestini
Claudia Tempestini (Milano, 1940) è un'attrice italiana che è stata attiva negli anni cinquanta, prima di passare alla regia.

## Biografia

### Gioventù
Da bambina ha imparato la chitarra classica da suo padre Amleto Tempestini (1910-1980), che ha lavorato come solista di chitarra e insegnante di chitarra a Milano e Varese. Claudia ha tenuto concerti da solista dall'età di 9 anni e ha suonato in coppia con suo padre. Era considerata una bambina prodigio. Tra l'altro, ha suonato al XIII Convegno Chitarristico a Parma.

### Televisione
IMDb la accredita di due soli lavori, due sceneggiati televisivi destinati alla televisione (programma nazionale RAI):
- Il marziano Filippo (1956, con Oreste Lionello)
- Spera di sole (1959, dal romanzo di Luigi Capuana, con Alvaro Piccardi)

Nel 1958 fu fra gli interpreti di un programma televisivo per ragazzi, Il teatro dei ragazzi, uno dei primi tentativi della RAI di coniugare didattica e finzione televisiva.
Come regista televisiva è stata assistente di Carmelo Bene in un lavoro per la televisione: Bene! Quattro diversi modi di morire in versi: Majakovskij-Blok-Esènin-Pasternak.

### Teatro
Come interprete teatrale di cabaret ha lavorato nel 1960 con Lino Patruno della Riverside Jazz Band nello spettacolo L'uomo e la tromba (da I verdi pascoli di Marc Connelly). Dello spettacolo facevano parte anche Roberto Villa, Ettore Conti e il mimo Gianni Magni, che confluirà poi nei Gufi.
Tempestini è stata voce narrante in dischi a 45 giri con fiabe per l'infanzia. È morta a novembre del 2021 secondo le informazioni fornite dai dai familiari.